# Azrack Mahamat
Azrack-Yassine Mahamat (ur. 24 marca 1988 w Créteil) – piłkarz z Czadu, grający na pozycji pomocnika.

## Kariera klubowa
Mahamat urodził się we Francji. Jest wychowankiem AJ Auxerre, w którym jednak występował jedynie w drużynach juniorskich i zespole rezerw. W dalszej części kariery reprezentował barwy Halmstads BK, RCD Espanyol i UD Melilla. W 2012 roku przeniósł się do Bułgarii. Przez sezon reprezentował barwy klubu Etyr Wielkie Tyrnowo, a latem 2013 roku przeniósł się do zespołu Łokomotiw Sofia. Następnie grał w takich klubach jak: FC Platanias (2014-2015), APO Lewadiakos (2016), Kerala Blasters FC (2016), AO Trikala (2017), AS Poissy (2018-2019) i Blue Boys Muhlenbach (2019-2020). W 2020 przeszedł do US Lusitanos Saint-Maur.

## Kariera reprezentacyjna
W reprezentacji Czadu zadebiutował 6 września 2008 roku w meczu eliminacji mistrzostw świata z Sudanem. Na boisku przebywał przez pełne 90 minut, mecz zaś zakończył z żółtą kartką na koncie.